# イスダルの女
イスダルの女（イスダルのおんな、ノルウェー語: Isdalskvinnen）とは、1970年11月29日、ノルウェーのベルゲンにあるイスダレン渓谷（日本語に直訳すると「氷の谷」）にて発見された身元不明遺体に付けられた仮名である。
当時の警察は自殺と断定したが、遺体の不自然な状況などから、その後も断続的な捜査が行われている。遺体発見から半世紀以上経った現在ではノルウェー史上最も有名な冷戦関連の未解決事件となっている。

## 遺体発見
1970年11月29日の午後、男性とその娘2人がウルリーケン山の北側にあるイスダレン渓谷をハイキングしていたところ、異様な焦げた臭いを感じた娘の一人が崖下のガラ場に女性の焼死体を発見した。驚いた親子3人は警察に通報するためベルゲンに戻った。

## 捜査
ベルゲン市警察は現場に素早く駆けつけ、「134/70」と番号付けられたこの事件の捜査を開始した。現場に駆けつけた鑑識は遺体が仰臥位で発見されたことと、キャンプファイヤーが付近にないにもかかわらず手が胴体付近で握りしめられていることを確認した。遺体の前半分と衣服は激しく燃え、顔は身元が判別出来なくなるほど酷く損傷していた。また現場にはセント・ハルバード・リキュールの空き瓶一本、水のプラスチックボトル二本、プラスチックのパスポート入れ、ゴム長靴、ウールのジャンパー、ナイロンのタイツ、傘、財布、マッチ箱、腕時計、イヤリング二個と指輪の遺留品が見つかっている。これ以外にも焼け焦げた紙の破片も発見されている他、遺体の下にはガソリンの痕跡が付いた毛皮の帽子が発見されている。尚、これらの遺留品のラベルやマークは全て取られていたか削られていた。
遺体発見から三日後の12月2日には捜査員がベルゲン駅で女性が使っていた二つのスーツケースが見つかった。スーツケースの内の一つのライニングからは100マルク紙幣5枚が見つかった（事件当時で137米ドルに相当）。スーツケースの中からは他にも衣服、靴、かつら、メイク、軟膏、135クローネ、ベルギー、イギリス、スイスの硬貨、度が入っていないメガネ、サングラス（部分的に付いていた指紋が女性のものと一致）、化粧品とメモ帳が見つかっている。遺体発見現場同様、ここでも身元の特定に繋がるような情報は消されていた。
遺体の司法解剖が市内の大学病院で行われ、死因はフェノバルビタールと一酸化炭素中毒と結論づけられた。肺の中からすすが見つかり、生きた状態で焼かれたことが確認された他、転落か暴行により出来たと思われる打撲痕が首に認められた。女性の胃と血液の中から5錠から70錠ほどの睡眠薬を摂取したと推測され、遺体発見現場からも12錠ほどの睡眠薬が見つかっている。司法解剖に置いては、生前に特徴的な金詰め歯科治療を受けていたことから歯と顎が外され、臓器のサンプルも採取された。
その後警察はマスコミに積極的に情報提供の呼びかけを行った。彼女が生前最後に目撃されたのは宿泊していたホルダヘイメンホテルの407号室からチェックアウトした11月23日であった。警察の取り調べに対し応対したホテルのスタッフは女性が容姿端麗で1.63mほどの身長と茶髪で、目の色が茶色であったと証言している。また、容姿以外にも女性が主に自身が宿泊していた部屋に閉じこもり、警戒していたということや、女性がチェックアウトした際現金で代金を支払ったことと、タクシーを呼んでもらうよう頼んだことも証言した。それ以降の遺体となって発見されるまでの女性の足取りは確認出来ていない。
警察は見つかったメモ帳の内容を解読し、女性が訪れた場所と日付が書かれていることを確認した。メモ帳の内容を追った警察は手書きの宿泊カードと照らし合わせた結果、女性は生前に少なくとも八つの偽造パスポートと偽名を使いノルウェー国内（オスロ、トロンハイム、スタヴァンゲル等）や欧州各地（パリ等）を訪れていたことが判明した。 それぞれの宿泊カードに記された生年月日や職業は変わったものの、国籍はベルギーで統一され、カードは全てドイツ語かフランス語のいずれかで記入されていた。
また、女性がベルゲン市内の複数のホテルに宿泊し、その度にチェックイン後に部屋を変えていたことも判明した。女性はホテルのスタッフには出張中のセールスウーマンであり、古物商であると説明していた。また、ある目撃証言では女性がベルゲンのホテル内で男性とドイツ語で会話している場面が目撃された。また、他にも女性がフラマン語や片言の英語で会話しているのを目撃されている他、ニンニクの匂いがしたとの証言もある。他にも女性がカツラを着用していた目撃証言も確認されている。
女性の目撃証言や遺体の解剖に基づいた似顔絵はインターポール経由で様々な国に提供され、大量の捜査員が投入されたにもかかわらず、女性の身元は判明することなく、事件はすぐに迷宮入りした。当局は睡眠薬の大量摂取による自殺と結論づけたが、睡眠薬の摂取こそが他殺の証拠だと主張している人も存在している。

## 埋葬

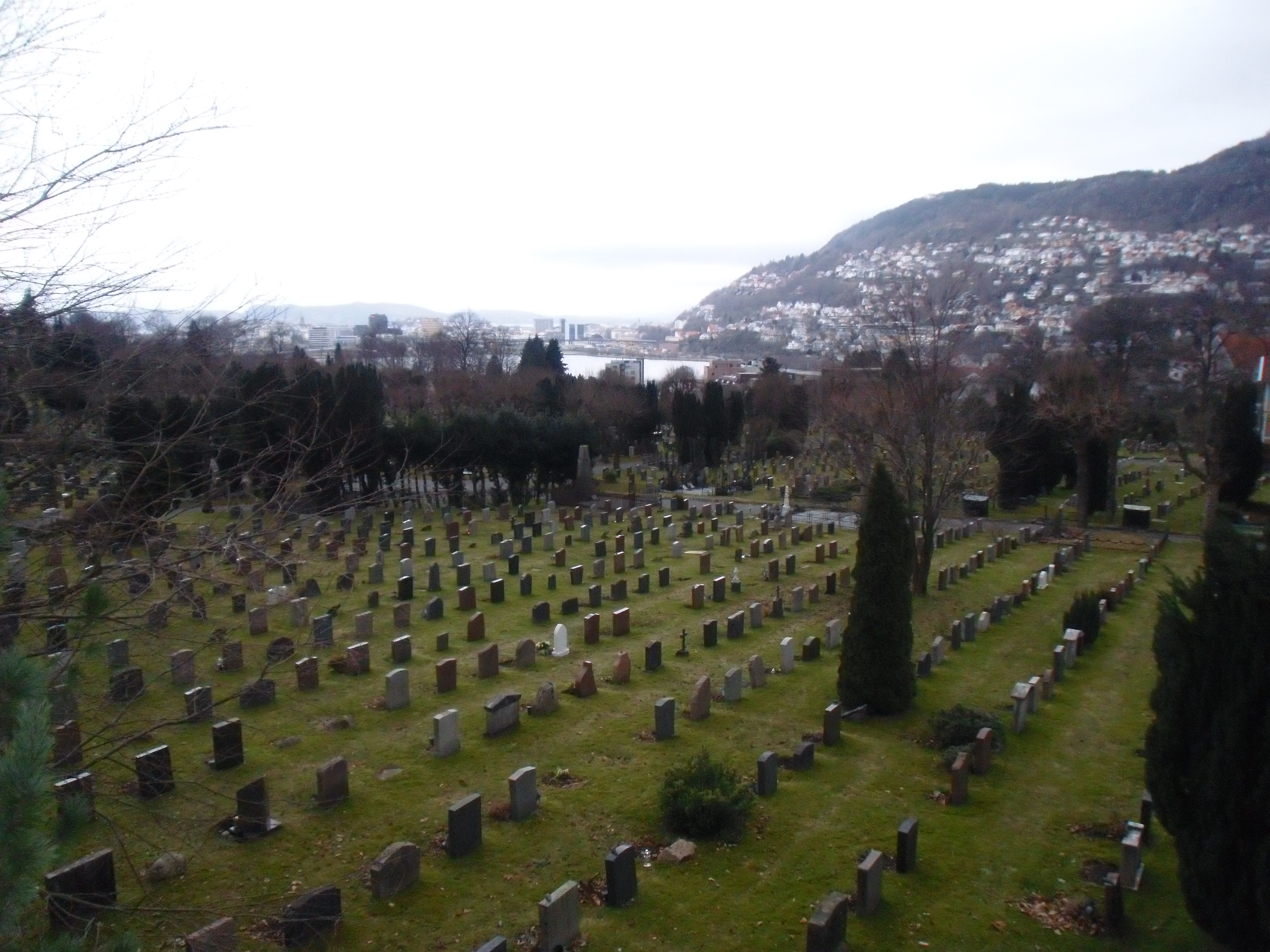
イスダルの女が埋葬されているモレンダール墓地

1971年2月5日、ベルゲン市内にあるモレンダール墓地内にある無縁墓地にて女性のカトリック式の埋葬が執り行われた。埋葬にはベルゲン市警察の警察官16人が出席した。今後の捜査の為の遺体の保存及び掘り起こしの為に棺は亜鉛製のものが使用され、今後家族が名乗り出た場合に備え、埋葬の様子はカメラで撮影された。

## スパイ説

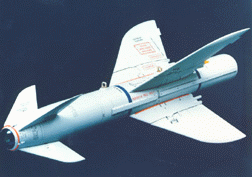
ペンギンミサイル

この事件に関して女性がなぜこれ程の多くの場所を複数の偽名を使用しながら旅したかを始めとした多くの謎が残されていて、このことから女性が何らかの犯罪やスパイ活動に関わっていたのではないかと言う疑問が浮かび上がった。事件後の複数の調査で冷戦時代の事件という背景もあり、彼女がスパイであったとする説が提唱されている。1960年代のノルウェーでは軍事施設周辺でのスパイ活動との関連が疑われる外国人不審死事件が複数発生していて、機密解除されたノルウェー軍の資料が当時行われていたペンギンミサイルの秘密実験の時期と一致していることがわかっている。寄せられた目撃情報の一つとして、スタヴァンゲルにてミサイルの実験が行われた時期に付近の漁師が女性を目撃している他、女性がゴム長靴をスタヴァンゲルにて購入したことも確認されている。

## その後の動き
ホテルからベルゲン駅まで女性を運んだタクシーの運転手が誰だったかは分からなかったが、1991年に匿名であることを条件に女性をあの日乗せたとする運転手が地元メディアのインタビューを受けた。その運転手によると、女性をホテルで乗せた後、別の男性が乗り込んできて、一緒に駅まで送り届けたという。
2005年になって事件当時26歳だったベルゲン在住の男性が地元紙にイスダルの女性が遺体発見5日前に見かけた女性ではないかという目撃情報を寄せた。男性はその日、フロイエン山をハイキングしていた際に女性を見かけたが女性はハイキングに不向きな軽装だったのと、コートを来た南国風の男性二人が付き添っていたという。女性は諦めた様子で、何かを彼に言おうとしたが言わなかった。事件発覚後知り合いの警察官に目撃証言を提供しようとしたが「忘れろ」と言われた。その為、当時の捜査記録にこの男性の情報が残されることは無かった。
2016年に事件の捜査は再開され、NRKがアメリカ人画家のステフェン・ミッサルに新たに6つの似顔絵を作成するよう依頼し、完成した絵を目撃証言を当時寄せた人々に見せた。
2017年、同位体分別測定が女性の顎から採られた歯を使い行われた。測定結果によると、イスダルの女は1926年から1934年の間にドイツのニュルンベルク付近で生まれ、幼少期にフランス国内もしくは仏独の国境地帯に引っ越した可能性が高いとされている。 この結果はフランスもしくはその周辺で教育を受けたと推測された筆跡鑑定を補強した。また、この時の測定で東アジア、中欧、南欧、もしくは南米の歯科医の診察を受けたと推測された。
2018年にNRKとBBCワールドサービスが共同で「Death in Ice Valley」と題したこの事件を扱ったポッドキャストシリーズを公開した。このシリーズでは目撃者や法医学者のインタビューが含まれていて、この内出演した法医学者は女性は1930年前後にドイツ南部及びフランスとの国境地帯の出身という見解を示した他、ベルギーのフランス語圏で育った説も提唱された。2019年6月、BBCはポッドキャストの視聴者からさらなる証言が寄せられたと明かした。また、DNAドウプロジェクト創設者で法医学者のコリーン・フィッツパトリックがDeath in Ice Valleyの関係者と連絡を取り、遺体から採取された組織サンプルを使用した系統DNA検査を行いたいという申し出を行った。その後の調査の結果として女性のDNAはミトコンドリアDNAハプログループH24に属すことが判明し、母系は南東ヨーロッパもしくは南西アジア出身だということが判明した。また、女性が搭乗したとされる航空便に身元不明のフランス国籍の女性が登録されていたことから、フランスのパスポートを持っていたことが推測されている。
作家のデニス・ザッカー・アスケはイスダルの女が生前の行動の計画性（常に自宅と思われる同じ場所に戻っていること）や、匿名性を重んじていたこと、ドアのマーキングを行うなどのホテルでの態度、そして一緒にいるところを目撃された男性が一人も名乗り出ていないことから彼女は性風俗産業の従事者であるという説を提示した。アスケは女性が死亡した現場や周辺の状況などから彼女が死亡した際には別の人が居たとしている他、彼女の死が殺人もしくは自殺幇助であるとしていて、自身は殺人の方の可能性が高いと述べた。
2019年3月8日にイスダルの女に関する記事がフランスのLe Républicain lorrain紙に掲載されると、彼女と1970年の夏に関係を持っていたという証言をフォルバックに住む男性から得られた。この男性の話として、女性は多言語をバルカン訛りで話していて、年齢（26歳）よりも若く見せようと着飾っていた他、自身の過去についてはあまり触れたがらず、定期的に国外からの電話を受けていたという。女性の所持品を当時確認したところ複数のカツラや派手な衣服、そして女性が乗馬している写真が出てきた。女性がスパイなのではないかと疑い、当局に連絡するべきか悩んだものの恐くなり最終的に連絡することは無かった。この証言と、男性が持ち出した女性の乗馬の写真が続報として同紙に掲載された。